# Зубрецкая культура
Зубре́цкая культу́ра — археологическая культура, существовавшая с I по III век нашей эры. В прошлом рассматривалась как волыно-подольская группа в составе пшеворской культуры.

## История исследования
Культура была выделена Д. Н. Козаком, украинским археологом, в 1980-х годах. Названа по селищу у села Пасеки-Зубрицкие Львовской области (Украина).

## География распространения
Зубрецкая культура распространялась в бассейнах верховий правых притоков Припяти до Горыни на северо-востоке, верхнего и частично среднего Днестра на юге, части верховий Западного Буга, возможно, до Сана на западе.

## Этническая принадлежность
Согласно Д. Н. Козаку, позднезарубинецкие и зубрецкие традиции материальной культуры принадлежали венедам, описанным Тацитом.

## Историческая судьба
В конце II—III веке зубрецкая культура на Волыни сменяется вельбарской, её носители концентрируются в Поднестровье. В этом районе появляются памятники, характерные для верхне- и среднеднестровских групп черняховской культуры (типа Черепин-Теремцы), которые восходят к зубрецким традициям. Одни исследователи связывают их с истоками пражской культуры, другие — с субстратными группами, поглощёнными новыми волнами славян, пришедшими с севера в эпоху Великого переселения народов. Часть носителей зубрецких традиций ушла в Среднее Поднепровье, где оставила памятники так называемого «горизонта Боромля».
Некоторые исследователи не причисляют памятники типа Черепина и Теремцов к числу черняховских, считая их этапом развития зубрецкой культуры («фаза IV» по Д. Н. Козаку или «позднезубрицкая культурная группа» по Б. В. Магомедову). Другие учёные (В. Д. Баран, В. Н. Войнаровский) указывают на ряд типично черняховских черт в облике подобных памятников.